# Seconda persona (narrativa)
La narrazione in seconda persona è una tecnica narrativa, caratterizzata dall'uso della seconda persona come soggetto della narrazione. Usando questa tecnica, il lettore della storia ne diventa il protagonista, mentre l'io narrante resta sostanzialmente sullo sfondo. 
Si tratta di una tecnica narrativa piuttosto rara, meno comune delle più diffuse prima e terza persona. È però comune nella pubblicità, nei testi musicali, nei videogiochi d'avventura, e nel genere letterario del librogame, in cui è importante far sentire il lettore come il protagonista, dal momento che sarà lui a dover compiere le scelte che condizioneranno la trama.
Sebbene non comune nelle opere di narrativa, questo stile è presente ad esempio in Se una notte d'inverno un viaggiatore di Italo Calvino, in Le mille luci di New York di Jay McInerney, in La modificazione di Michel Butor, e in alcune sezioni di La quinta stagione di N. K. Jemisin. Un celebre brano rock narrato in seconda persona è Like a Rolling Stone di Bob Dylan.

## Esempio
(Italo Calvino, Se una notte d'inverno un viaggiatore)